# Kimotsuki
Kimotsuki (肝付町, Kimotsuki-chō) est un bourg du district de Kimotsuki, dans la préfecture de Kagoshima, au Japon.

## Géographie

### Démographie
Au 1er novembre 2014, la population de Kimotsuki s'élevait à 15 849 habitants répartis sur une superficie de 308,15 km2.

## Histoire
La création de Kimotsuki date de 2005 après la fusion des anciens bourgs de Kōyama et Uchinoura.

## Patrimoine
La base de lancement d'Uchinoura est située à Kimotsuki.